# Монтебело сул Сангро
Монтебѐло сул Са̀нгро (на италиански: Montebello sul Sangro) е село и община в Южна Италия, провинция Киети, регион Абруцо. Разположен е на 810 m надморска височина. Населението на общината е 102 души (към 2010 г.).